# Löwentatze
Die Löwentatze (Bomarea ovallei) ist eine Pflanzenart aus der Gattung Bomarea innerhalb der Familie der Inkaliliengewächse (Alstroemeriaceae).

## Beschreibung

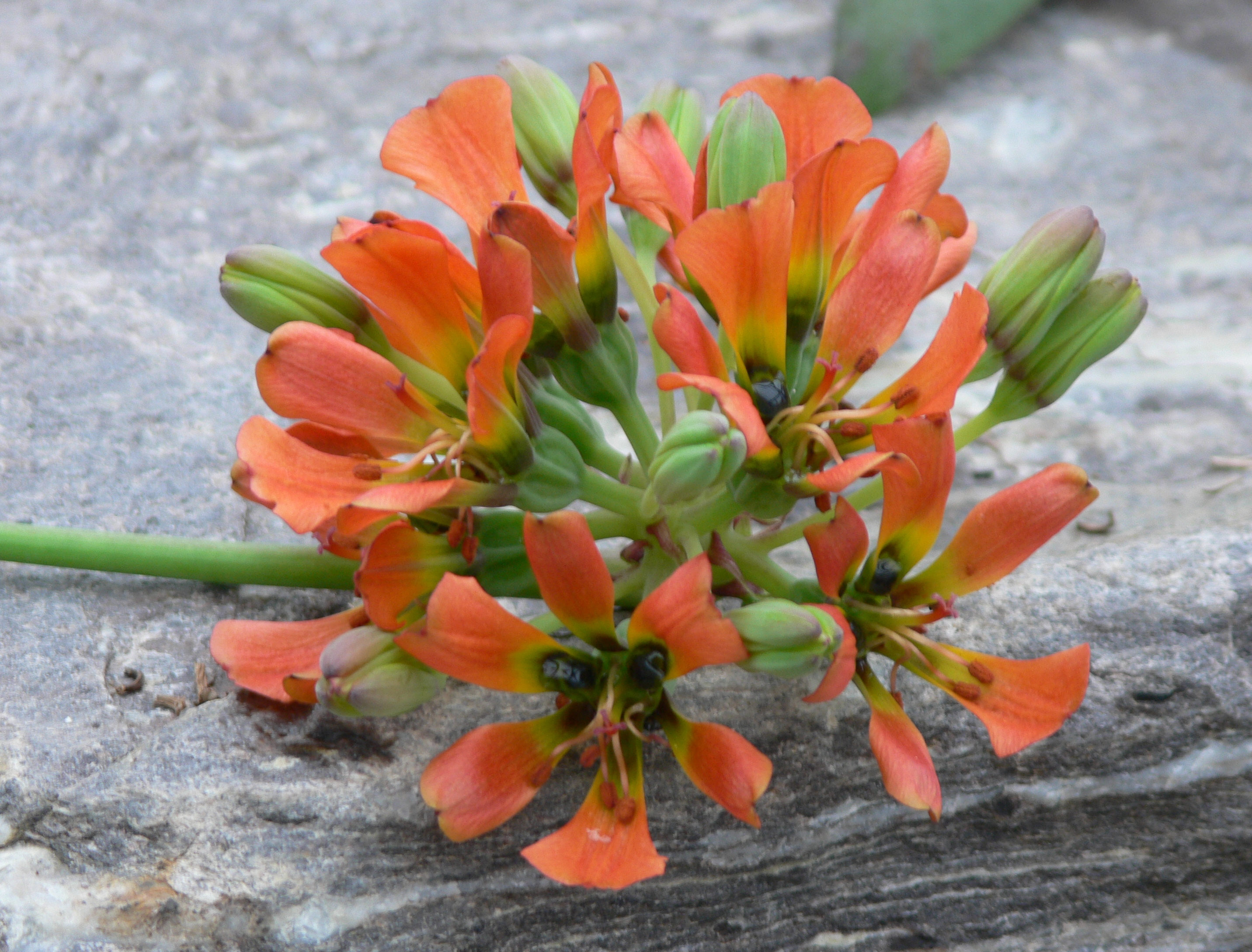
Blütenstand einer Löwentatze

Die Löwentatze ist eine immergrüne, ausdauernde, krautige Pflanze. Sie bildet Ausläufer und aus einer Wurzelknolle eine mehrere Meter lange, kahle, unverzweigte und kriechende Sprossachse, die nur an ihrem äußersten Ende aufwärts weist. Die Laubblätter sind um 180° gedreht und beidseitig kahl. Die einfachen Blattspreite ist bei einer Länge von 2 bis 11 Zentimetern sowie einer Breite von 1,5 bis 5 Zentimetern eiförmig bis lanzettlich-eiförmig und verschmälert sich zum Spreitengrund. Die Laubblätter weisen zur Blattachse hin gewandt Stomata auf und die Blattadern sind nur schwach erkennbar. Die Blätter am unteren Teil der Sprossachse sind zu Schuppenblättern reduziert.
Der Blütenstand ist eine aufrechte Thyrse, das Hypopodium der Primärblüten ist zwischen 1 und 3 Millimeter lang, das Epipodium zwischen 0 und 1 Zentimeter. Die zueinander entgegengesetzt angeordneten Laubblätter der Primär- und Sekundärblüten sind 0,3 bis 1 bzw. 0,3 bis 0,7 Zentimeter lang und 0,2 bis 0,6 bzw. 0,1 bis 0,4 Zentimeter breit.
Die aufrecht stehenden, zwittrigen Blüten sind radiärsymmetrisch, 2 bis 2,5 Zentimeter lang und dreizählig. Die Blütenhüllblätter sind frei. Die inneren wie äußeren Blütenhüllblätter ähneln einander weitgehend, die äußeren, beidseitig scharlachroten sind unterschieden in Spreite und Nagel, die inneren, am Ansatz schwarzen und gelben jedoch nur undeutlich. Die Blütenhüllblätter bleiben an der reifen Frucht noch erhalten. Der Ansatz der inneren Blütenhüllblätter ist rinnenförmig und weist funktionstüchtige Nektarien auf.
Es sind zwei Kreise mit je drei Staubblättern vorhanden. Der unterständige, kahle Fruchtknoten ist einfächrig. Der Griffel ist entweder gebogen oder gerade und dreifach gegabelt. Die Kapselfrucht ist gewunden. Die 2 bis 3 Millimeter im Durchmesser messenden runden Samen sind von einer fleischigen, roten Sarkotesta umgeben und das Endosperm ist hart.
Wie alle Bomarea-Arten weist die Löwentatze eine Chromosomengrundzahl von x = 9 auf.

## Verbreitung
Das Verbreitungsgebiet der Löwentatze beschränkt sich auf das Carrizal-Bajo-Tal, ein zum Meer hin geöffnetes Tal der Atacamawüste nördlich der Hafenstadt Huasco in Nord-Chile, wo sie in Höhenlagen zwischen 10 und 100 Metern auf Felsen wächst.
Die jeweils nächsten Vorkommen von Arten der Gattung liegen in 300 (Bomarea dulcis, Bomarea involucrosa) beziehungsweise 400 Kilometer Entfernung (Bomarea salsilla). Unklar ist, wie die Artbildung erfolgte. Zum einen könnte die Art durch die Isolation des Tals infolge der Austrocknung der ehemals feuchteren Atacama aus einer Vorgängerpopulation entstanden sein. Eine andere Möglichkeit besteht darin, dass eine Vorgängerart über größere Distanz eingeschleppt worden ist und sich aufgrund des kleinen Bestandes durch die verstärkte Akkumulation von Mutationen die rezente Löwentatze als eigene Art herausgebildet hat.

## Systematik
Die Löwentatze wurde lange als einzige Art der Gattung Leontochir verstanden, dann jedoch 2000 durch Pierfelice Ravenna in die Gattung Bomarea eingegliedert. Spätere Untersuchungen bestätigten dies.